# Jaroslav Gančarčík
Jaroslav Gančarčík (16. srpna 1968 Český Těšín) byl český vrah, který v roce 1990 zavraždil tři ženy v obci Klučov u Českého Brodu. Dopaden byl v roce 2003, kdy se jeho vzorky DNA dostaly do národního registru v souvislosti s jinou násilnou trestnou činností.

## Vraždy
Od mládí měl problémy s alkoholem, opakovaně byl trestán pro krádeže. Po prezidentské amnestii v lednu roku 1990 se usadil v Brně, odkud pravidelně dojížděl do Prahy. Při jedné takové cestě byl 30. dubna 1990 vysazen průvodčím v obci Klučov, protože vlakem cestoval opilý a bez platné jízdenky. V obci se rozhodl nelegálně získat prostředky na další cestu a také na alkohol. Za svůj cíl si vybral rodinný dům č.p. 158 nedaleko nádraží. Dovnitř se chtěl dostat malým koupelnovým oknem. To se mu nepodařilo, ale zároveň zjistil, že hlavní vchod není zamčený. Uvnitř domu se nacházela Ivanka Kudláčková a její dvě dcery Ivana a Miroslava. Gančarčík všechny tři ženy ubodal noži, které našel na skříňce v domě. Poté místo prohledal a odcizil několik věcí. Mrtvolu nejmladší Miroslavy vysvlékl a vykonal na ní soulož, přičemž na jejím těle zanechal stopy ejakulátu.

## Původní vyšetřování
Vyšetřovatelé nalezli čtyři nože, které nepatřily ani jedné z žen. Jak se ukázalo, Ivanka si je zapůjčila od místního řezníka. V kuchyni se nacházely dva hrnky od kávy, kterou ženy běžně nepily. V zadní části domu byl o zeď opřen žebřík ke koupelnovému oknu, ze kterého byla stržena síťka proti hmyzu. Už jen fakt, že se vrah o něco takového pokusil, vedl k závěru, že musel být spíše hubené atletické postavy. Těla žen byla částečně obnažená. Obě dcery měly vícečetná poranění hrudníku. Stopy zápasu se nenašly, takže zemřely s největší pravděpodobností ve spánku. Matka měla pořezaná zápěstí, takže se aktivně bránila. I v jejím případě bylo příčinou smrti poranění hrudníku, navíc se v jedné z ran našla část nože, což svědčilo o značné síle útoku. Všechny venkovní stopy byly smyté silným deštěm. Bylo určeno, že k útoku došlo brzo nad ránem. Miroslava, kterou její přítel doprovodil v jednu hodinu ráno až před dům, ležela v posteli a měla na sobě noční košili.
Policie prověřovala verzi, že vrahem mohl být někdo z Klučova či blízkého okolí. Na pohřeb obětí byl proto vyslán kameraman, který měl zachytávat možné nepřirozené projevy účastníků a zaznamenat poznávací značky jejich automobilů. V obci tu noc došlo ještě k jedné loupeži, její pachatel byl však jako možný vrah vyloučen. Místní lidé si vzpomněli na skupinku cizích mužů, kteří se v osudnou noc zúčastnili místní zábavy. Jeden z nich dokonce vyvolal šarvátku. Lidé se domnívali, že mohlo jít o amnestované vězně. Ani tato stopa k dopadení pachatele nevedla. Jediným přímým důkazem se tak stalo sperma pachatele. Z něj zjištěná krevní skupina byla porovnána s několika desítkami mužů z okolí, avšak bezvýsledně. Sperma bylo následně odesláno do ústavu soudního lékařství k dlouhodobému uložení. Po založení centrální národní databáze DNA v roce 2002 byl tento vzorek analyzován a profil uložen.

## Dopadení a soud
V roce 2003 byl Gančarčík zadržen pro sérii čtyř znásilnění, kterých se dopustil v Brně. Vzorek jeho DNA byl porovnán s centrální databází. Ta odhalila shodu s případem v Klučově. Gančarčík byl předveden před vyšetřovatele, kteří mu sdělili, že bude v brzké době kromě čtveřice znásilnění obviněn i z trojnásobné vraždy. Gančarčík svou vinu popřel a odmítl, že by v Klučově někdy vůbec byl. Při několika dalších výsleších odmítal i výsledky porovnání DNA. Při jednom z výslechů však na stole označil fotografii Miroslavy a uvedl k ní, že si pamatuje, jak jí pomocí kusu látky zastavoval krvácení. Ke svému pohybu v Klučově následně uvedl, že tam mohl skutečně být a v domě krást. Na vraždy si údajně nevzpomínal, protože byl tou dobou pod vlivem léků a alkoholu. Psychiatrické vyšetření u Gančarčíka zjistilo jisté poruchy osobnosti a závislost na alkoholu, možnou nepříčetnost však vyloučili. V roce 2004 byl Gančarčík odsouzen k 10 letům odnětí svobody za znásilnění z Brna. V roce 2005 byl navíc odsouzen za tři vraždy k šestnácti rokům a třem měsícům. Tento rozsudek byl v roce 2006 potvrzen odvolacím soudem. Nízká výška trestu je dána tím, že musel být souzen podle zákonů platných v době spáchání zločinu. Maximální trest za vraždu byl v té době 25 let. Toto tvrzení je ale sporné, neboť jiní vrazi, kteří vraždili ve stejnou dobu (Josef Kott a Michael Kutílek), dostali doživotí. Do této doby mu byl zahrnut i zbytek trestu za brněnská znásilnění, ze kterého mu zbývalo 8 let a 9 měsíců.
Zemřel ve vězení 2. června 2020 na obtíže způsobené covidem-19.[chybí lepší zdroj]